# Palazzo presidenziale (Atene)
Il Palazzo presidenziale (Atene) (Προεδρικό Μέγαρο, Proedrikó Mégaro) è oggi la Residenza ufficiale del Presidente della Repubblica Ellenica, nonché ex residenza del Re di Grecia dal 1909 al 1967.

## Storia

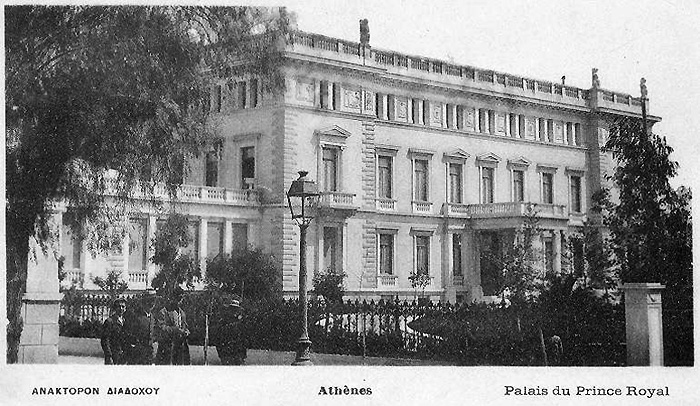
Foto del Palazzo Reale nel 1909.

Quando nel 1868 nacque Costantino di Grecia, duca di Sparta nonché principe ereditario greco, il Governo ellenico decise di costruire una residenza privata per il Principe. Nel 1888 Costantino si fidanzò e poi si sposò con Sofia di Prussia, figlia di Federico III di Germania e di Vittoria di Gran Bretagna, si decise di mettere in atto la costruzione della nuova residenza; il progetto fu affidato all'architetto bavarese Ernst Ziller, che progettò anche il Teatro Nazionale, Villa Stathatos, il Museo Numismatico e Palazzo Tatoi, residenza della Casa reale fuori da Atene. I lavori iniziarono nel 1891 e terminarono nel 1897.

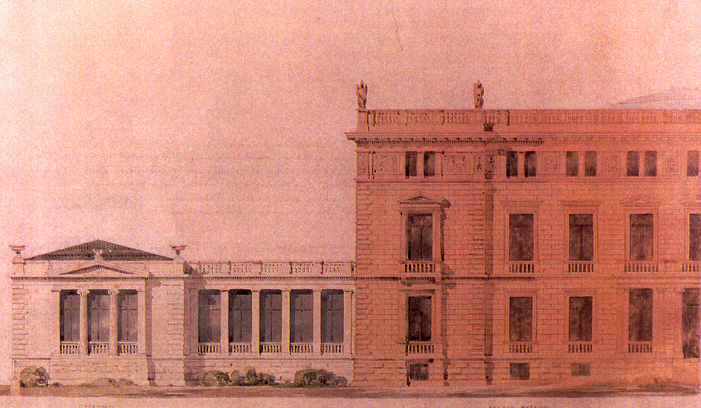
Ampliamento progettato dall'architetto bavarese Ernst Ziller.

I progetti Ziller per l'edificio erano un'applicazione dello stile semplificato del progetto non eseguito di Theophilus Hansen per un palazzo estivo. Da allora Costantino e Sofia presero residenza nel loro palazzo. Ziller intraprese poi un progetto di ampliamento, aggiungendo una sala da ballo che ora funge da sede per le presentazioni delle credenziali degli ambasciatori stranieri al presidente greco. In occasione della vigilia di Natale del 1909, un incendio distrusse gran parte del Palazzo Reale, ora sede del Parlamento, e di conseguenza i sovrani, Giorgio I ed Ol'ga, si trasferirono temporaneamente nel Palazzo del principe ereditario. Dopo l'assassinio di re Giorgio nel 1913 e l'ascesa al trono del figlio Costantino I, il Palazzo del Principe Ereditario divenne ufficialmente la Residenze del Re degli Elleni.

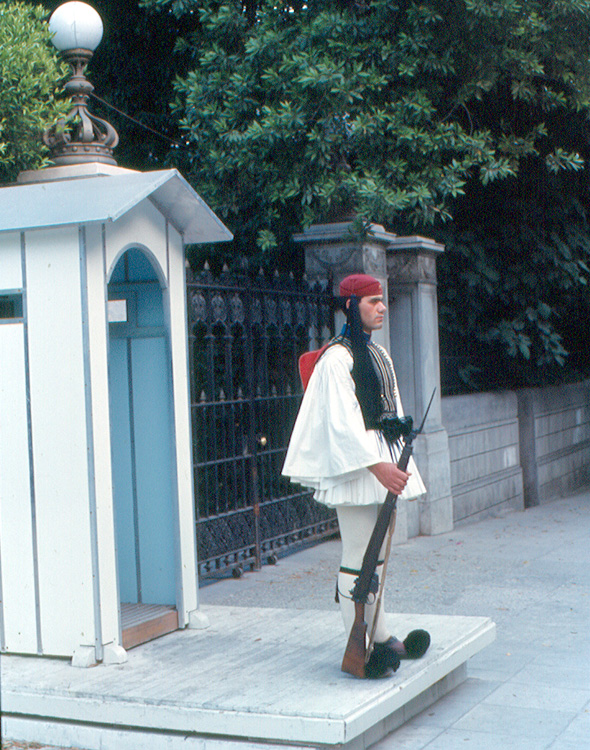
Un Euzone di guardia a Palazzo.

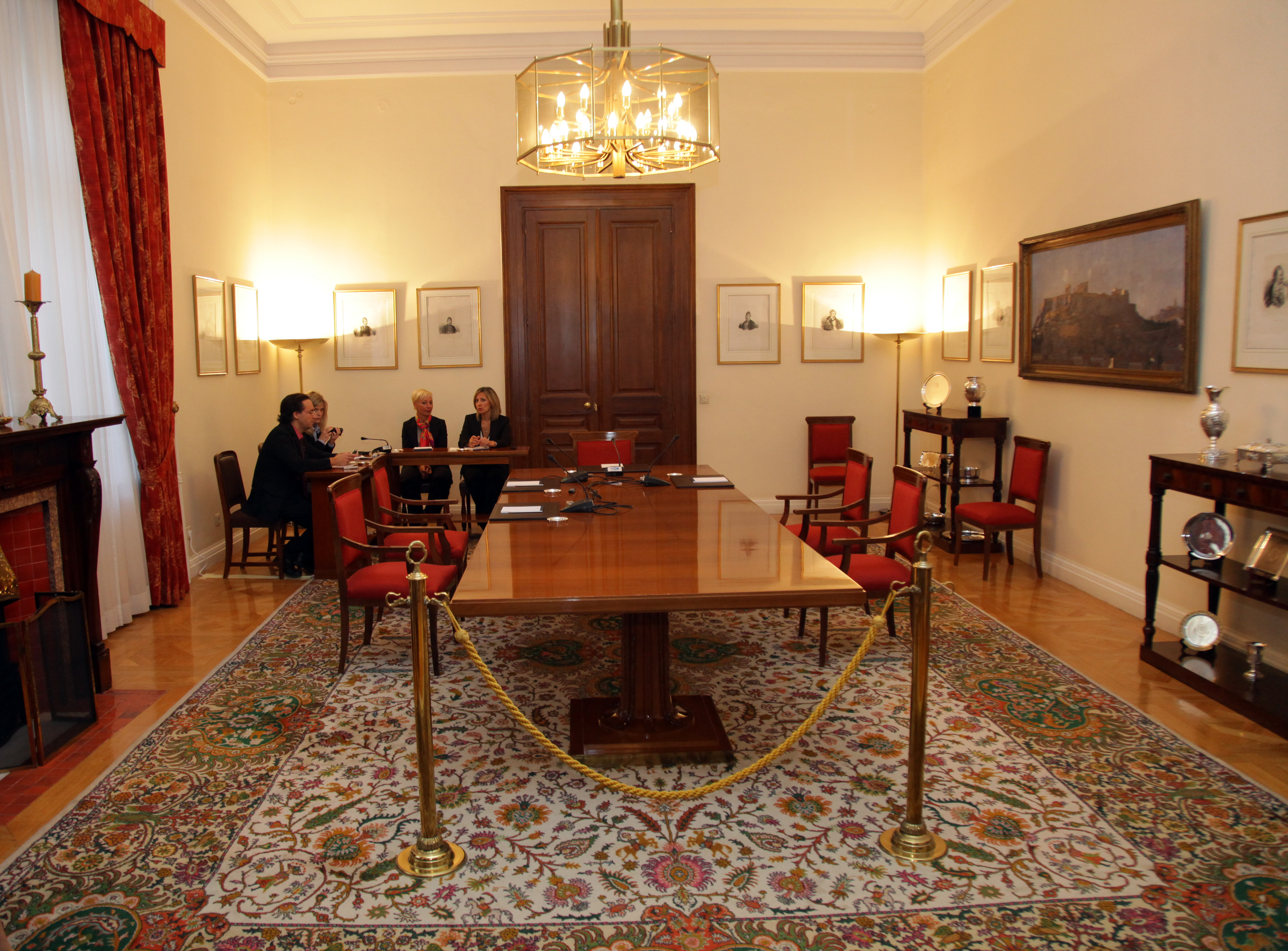
Sala del Palazzo presidenziale.

L'edificio fu usato come residenza reale fino al 1924, quando la monarchia venne abolita e proclamata la Seconda repubblica ellenica. L'ex palazzo reale fu così utilizzato come Residenza del Presidente della Repubblica fino al 1935, quando la monarchia venne ristabilita e Giorgio II riprese possesso dell'edificio. Nel 1962 fu completata un'altra estensione, nota come Reception Hall, che fu costruita per ospitare un gala pre-matrimonio della principessa Sofia di Grecia e di Juan Carlos di Spagna. Questa sala è da allora diventata la stanza più grande del palazzo. Nel 1967, Costantino II fu costretto all'esilio dalla Giunta militare, che abolirà il regime monarchico nel 1973 e nel 1974 lasciò il potere, venendo così ripristinata la democrazia e proclamata la repubblica, a seguito di un referendum istituzionale. D'allora l'edificio è la Residenza del Presidente ellenico. A montare la Guardia d'Onore a Palazzo presidenziale sono gli Euzoni.
Oggi, con la città di Atene che si estende per molti chilometri quadrati, la Residenza presidenziale si trova nel cuore della capitale greca, accanto al Giardino Nazionale e al Parlamento Ellenico. La via Herodou Attikou, dove si trova la Residenza, è considerata una delle strade più belle di Atene. Villa Maximos, sede del Primo ministro della Grecia, si trova a fianco del Palazzo, sulla stessa via.

## Cronologia
- 1868: dopo la nascita dell'erede al trono, lo Stato decide di erigere un palazzo per quando il principe diventerà adulto;
- 1889: il principe Costantino si fidanza con al principessa Sofia di Prussia;
- 1891 - 1897: edificazione;
- 1897 - 1913: impiegato dai principi ereditari Costantino e Sofia;
- 1913 - 1924: palazzo reale dopo l'assassinio di re Giorgio I di Grecia;
- 1924 - 1935: palazzo presidenziale;
- 1935 - 1967: palazzo reale;
- 1967 - 1973: palazzo reale de jure;
- 1974 - oggi: palazzo presidenziale.